# Furtivos
Furtivos é um filme de drama espanhol de 1975 dirigido e escrito por José Luis Borau e Manuel Gutiérrez Aragón. Foi selecionado como representante da Espanha à edição do Oscar 1976, organizada pela Academia de Artes e Ciências Cinematográficas.

## Elenco
- Lola Gaos - Matina
- Ovidi Montllor - Ángel
- Alicia Sánchez - Milagros
- José Luis Borau - Santiago
- Felipe Solano - El Cuqui
- Ismael Merlo